# 이소베역 (군마현)
이소베역(일본어: 磯部駅)은 일본 군마현 안나카시에 있는 동일본 여객철도 신에쓰 본선의 철도역이다. 상대식 승강장 2면 2선의 구조를 지닌 지상역이다.

## 타는 곳
| 1 | ■ 신에쓰 본선 | (상행) | 안나카 · 다카사키 방면 |
| 2 | ■ 신에쓰 본선 | (하행) | 요코카와 방면          |

## 이용 현황
| 연도     | 이용 현황 |
| 2000년도 | 1,305     |
| 2001년도 | 1,306     |
| 2002년도 | 1,329     |
| 2003년도 | 1,353     |
| 2004년도 | 1,269     |
| 2005년도 | 1,203     |
| 2006년도 | 1,213     |
| 2007년도 | 1,183     |
| 2008년도 | 1,156     |
| 2009년도 | 1,134     |
| 2010년도 | 1,133     |
| -------- | --------- |

## 역 주변
- 이소베 온천
- 신에쓰 화학공업 군마 사업소
- 우스이 강

## 인접 정차역
| 동일본 여객철도 신에쓰 본선 | 동일본 여객철도 신에쓰 본선 | 동일본 여객철도 신에쓰 본선 |
| --------------------------- | --------------------------- | --------------------------- |
| 안나카 다카사키 방면        | ■ 신에쓰 본선               | 마쓰이다 요코카와 방면      |